# Portacomaro
Portacomaro es una localidad y comune italiana de la provincia de Asti, región de Piamonte, con 1.926 habitantes a diciembre de 2021.
La familia Bergoglio procede de Portacomaro. En los archivos de Asti se conserva la declaración de un agricultor de la zona, Francisco Bergoglio, en agosto de 1884, sobre el nacimiento de su hijo Giovanni Angelo, abuelo del Papa Francisco. Giovanni vivió algunos años en Turín, capital del Piamonte, donde en 1907 se casó con Rosa Vassallo, abuela del Papa.

## Evolución demográfica
| Gráfica de evolución demográfica de Portacomaro entre 1861 y 2001 |
|                                                                   |
| Fuente ISTAT - elaboración gráfica de Wikipedia                   |